# Holodontium falcatum
Holodontium falcatum là một loài rêu trong họ Dicranaceae. Loài này được R. Br. bis Wijk & Margad. mô tả khoa học đầu tiên năm 1960.